# Sonate K. 476
La sonate K. 476 (F.420/L.340) en sol mineur est une œuvre pour clavier du compositeur italien Domenico Scarlatti.

## Présentation
La sonate K. 476, en sol mineur, notée Allegro, forme une paire avec la sonate suivante. Le matériau est constitué d'arpèges brisés et, aux deux mains, d'arpèges par mouvements contraires, où se mélange idiome baroque et danse ibérique. Elle est « très espagnole notamment dans sa deuxième section, où des éléments dramatiques s'accumulent par la tension d'une guitare, que seul Scarlatti peut atteindre en si peu de temps » (Sacheverell Sitwell).

## Manuscrits
Le manuscrit principal est le numéro 23 du volume XI (Ms. 9782) de Venise (1756), copié pour Maria Barbara ; les autres sont Parme XIII 23 (Ms. A. G. 31418), Münster I 11 (Sant Hs 3964) et Vienne C 10 (VII 28011 C) et Q 15114. Une copie figure à la Morgan Library, manuscrit Cary 703 no 100,.

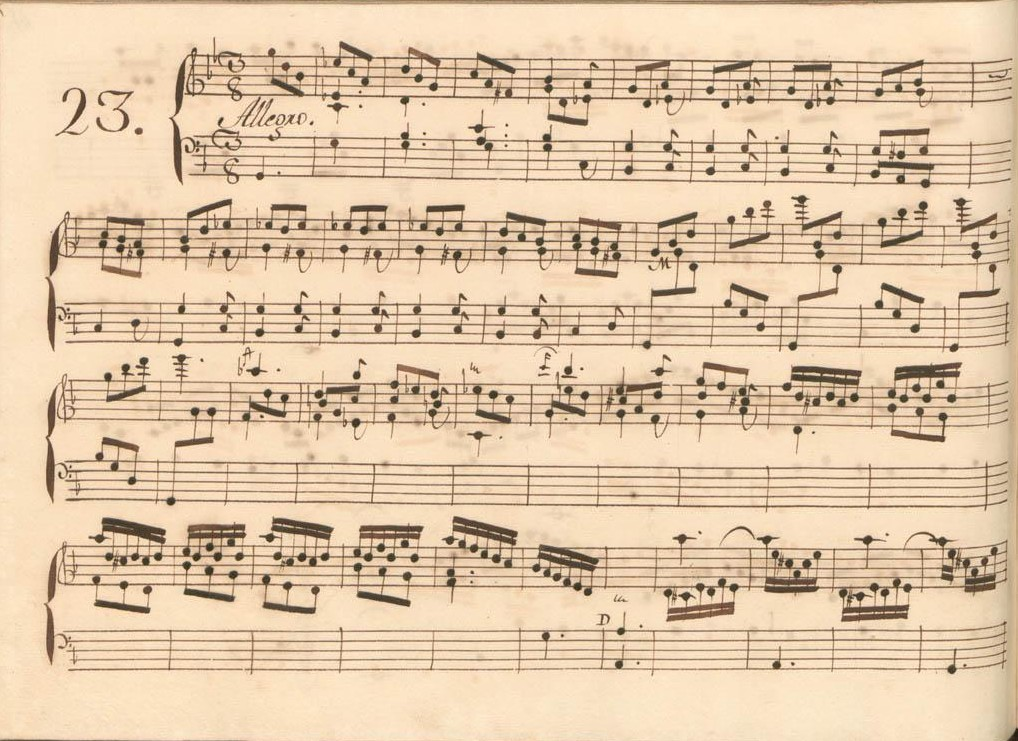
Parme XIII 23.
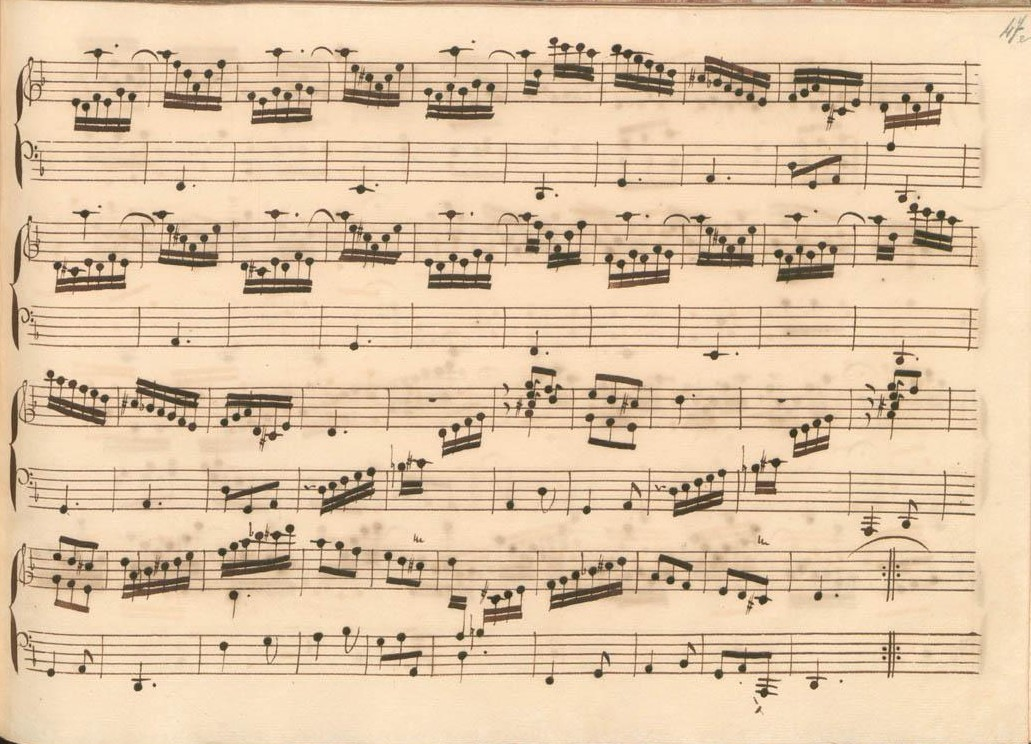
Parme XIII 23 (fin de la première section).
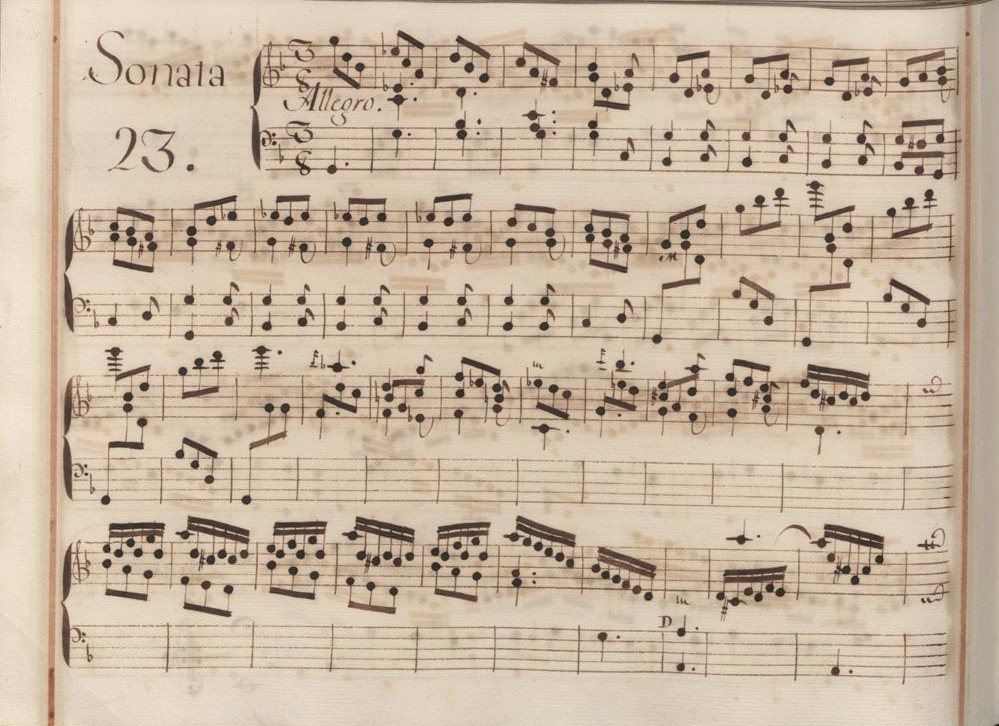
Venise XI 23.
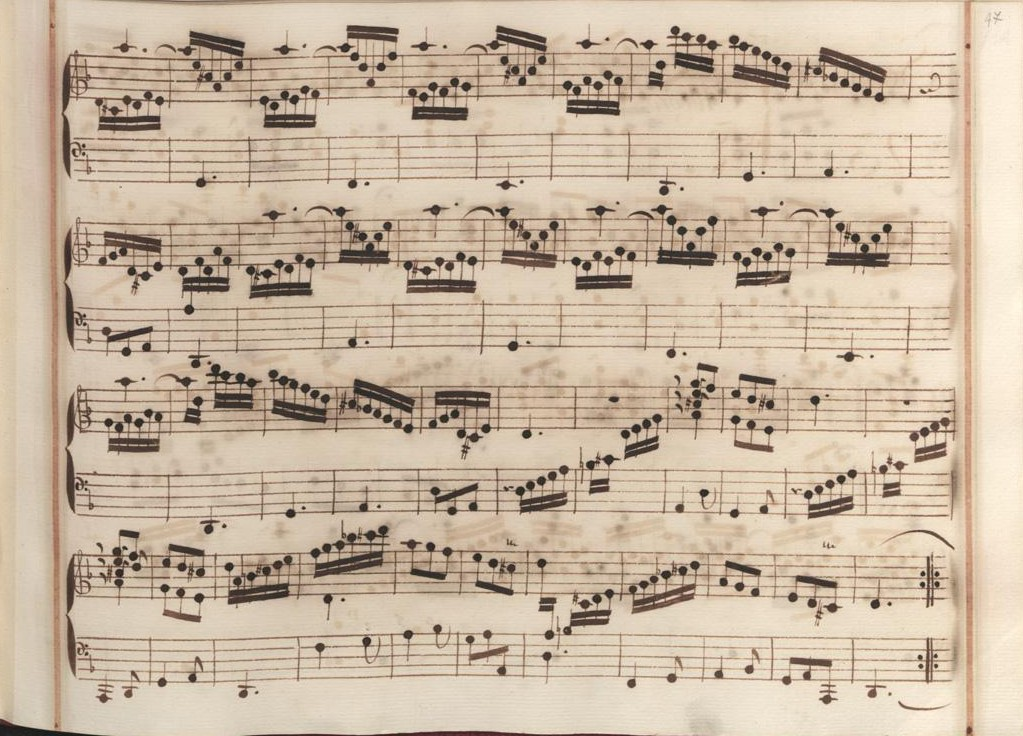
Venise XI 23 (fin de la première section).
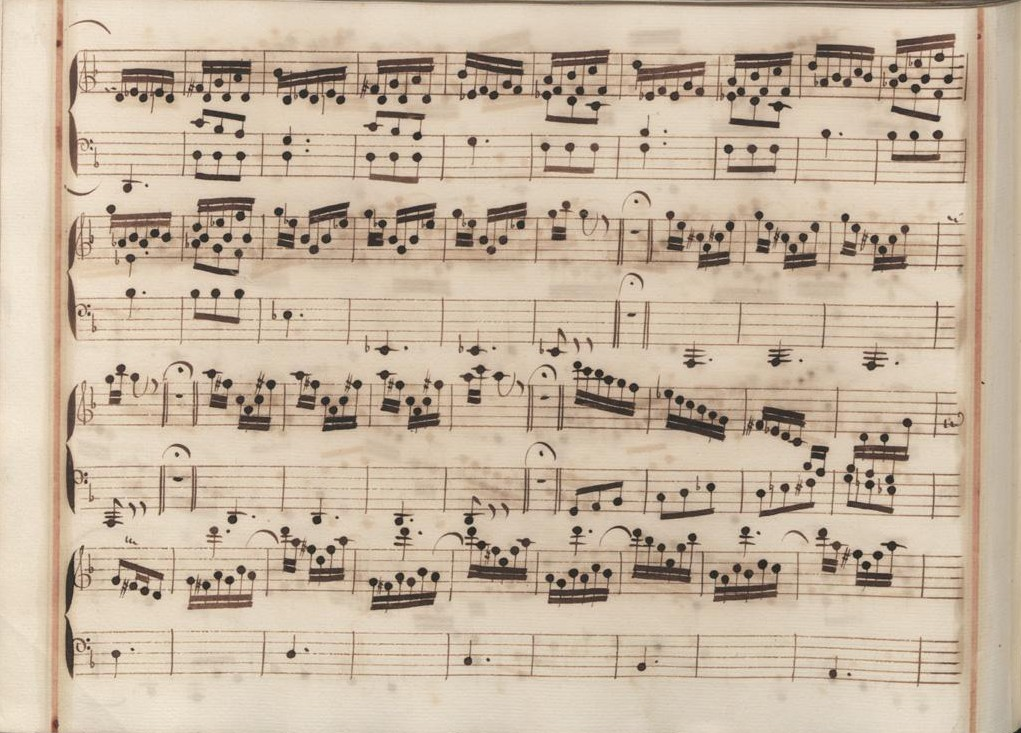
Venise XI 23 (début de la seconde section).
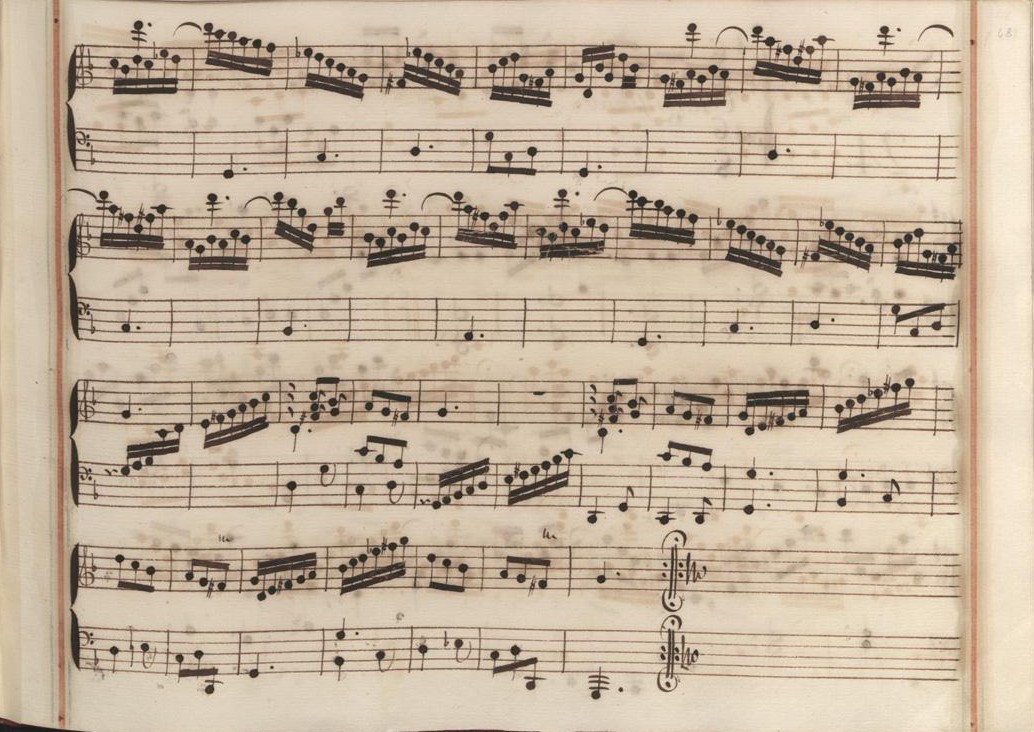
Venise XI 23 (fin de la sonate).

## Interprètes
La sonate K. 476 est défendue au piano, notamment par Claire Huangci (2015, Berlin Classics), Carlo Grante (2016, Music & Arts, vol. 5) et Goran Filipec (2017, vol. 19  Naxos 8.573590) ; au clavecin par Scott Ross (1985, Erato), Colin Tilney (1995, Music & Arts), Richard Lester (2004, Nimbus, vol. 4) et Pieter-Jan Belder (2007, Brilliant Classics, vol. 11). Roberto Aussel (2004, Æon) et Luigi Attademo (2009, Brilliant Classics) l'interprètent à la guitare et Øivind Farmen (1994, Lærdar Musikkproduksjon) à l'accordéon.

## Sources
: document utilisé comme source pour la rédaction de cet article.
- (en) Sacheverell Sitwell, A Background for Domenico Scarlatti 1685-1757 : Written for his 250th anniversary, Londres, Faber, 1935, 168 p. (ISBN 0-8371-4335-7, OCLC 655824195, lire en ligne)
- Ralph Kirkpatrick (trad. de l'anglais par Dennis Collins), Domenico Scarlatti, Paris, Lattès, coll. « Musique et Musiciens », 1982 (1re éd. 1953 (en)), 493 p. (ISBN 978-2-7096-0118-4, OCLC 954954205, BNF 34689181).
- Alain de Chambure, « Domenico Scarlatti : Intégrale des sonates — Scott Ross », Erato (2564-62092-2), 1985 (OCLC 891183737) .
- (en) Carlo Grante, « Domenico Scarlatti, intégrale des sonates pour clavier (vol. 5) », Music & Arts (CD-1294), 2017 (OCLC 1079366528) .